# Nino Luraghi
Nino Luraghi (* 30. November 1964) ist ein italienischer Althistoriker.

## Leben
Luraghi, Sohn des Widerstandskämpfers und Historikers Raimondo Luraghi, studierte an der Universität Venedig und der Universität La Sapienza in Rom, wo er 1992 mit einer Arbeit über die archaische Tyrannis promoviert wurde. Von 1995 bis 1997 war er als Alexander-von-Humboldt-Stipendiat an der Universität Freiburg tätig, anschließend arbeitete er dort bis 1999 als wissenschaftlicher Angestellter. Daneben war er von 1997 bis 1999 Assistenz-Professor für Alte Geschichte an der Universität Parma. Von 1999 bis 2003 war Luraghi Assistant Professor für Alte Geschichte an der Harvard University, von 2003 bis 2004 Associate Professor an der University of Toronto, dann kehrte er als Associate Professor an die Harvard University zurück. Seit 2008 war er Professor of Classics an der Princeton University, seit 2009 als D. Magie Professor of Classics. Rufe an die Universität Konstanz und die Universität Freiburg lehnte er 2004 bzw. 2009 ab. Im Sommer 2018 wechselte er als Wykeham Professor of Ancient History an die University of Oxford in Großbritannien.
Luraghi ist einer der international führenden Experten für die griechische Geschichte in Archaik, Klassik und Hellenismus. Seine Forschungsschwerpunkte bilden die antike Geschichtsschreibung, die griechische Tyrannis sowie die Geschichte Spartas und Messeniens. Er war in erster Ehe verheiratet mit der deutschen Archäologin Susanne Ebbinghaus.

## Veröffentlichungen (Auswahl)

### Monographien
- Tirannidi arcaiche in Sicilia e Magna Grecia. Florenz 1994.
- The Ancient Messenians. Constructions of Ethnicity and Memory. Cambridge 2008.

### Herausgeberschaften
- The Historian’s Craft in the Age of Herodotus. Oxford 2001.
- mit Ulrich Gotter und Uwe Walter: Formen römischer Geschichtsschreibung von den Anfängen bis Livius. Darmstadt 2003.
- mit Susan E. Alcock: Helots and their Masters in Laconia and Messenia. Histories, Ideologies, Structures. Cambridge (Ma.) 2003.
- The Politics of Ethnicity and the Crisis of the Peloponnesian League. Cambridge (Ma.) 2009.
- mit Hans-Joachim Gehrke und Lin Foxhall: Intentional History: Spinning Time. Stuttgart 2010.
- The Splendors and Miseries of Ruling Alone. Stuttgart 2013.
- mit Henning Börm: The Polis in the Hellenistic World. Stuttgart 2018.